# Lemniscomys
Lemniscomys é um gênero de roedores da família Muridae.

## Espécies
- Lemniscomys barbarus (Linnaeus, 1766)
- Lemniscomys bellieri Van der Straeten, 1975
- Lemniscomys griselda (Thomas, 1904)
- Lemniscomys hoogstraali Dieterlen, 1991
- Lemniscomys linulus (Thomas, 1910)
- Lemniscomys macculus (Thomas & Wroughton, 1910)
- Lemniscomys mittendorfi Eisentraut, 1968
- Lemniscomys rosalia (Thomas, 1904)
- Lemniscomys roseveari Van der Straeten, 1980
- Lemniscomys striatus (Linnaeus, 1758)
- Lemniscomys zebra (Heuglin, 1864)